# Peilglas

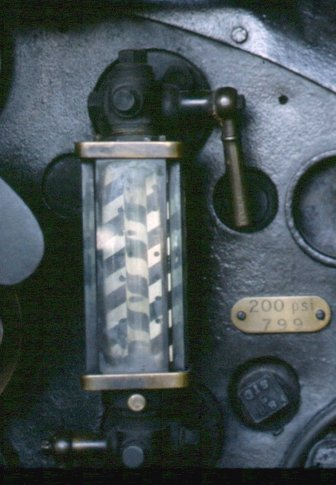
Peilglas aan een industriële machine

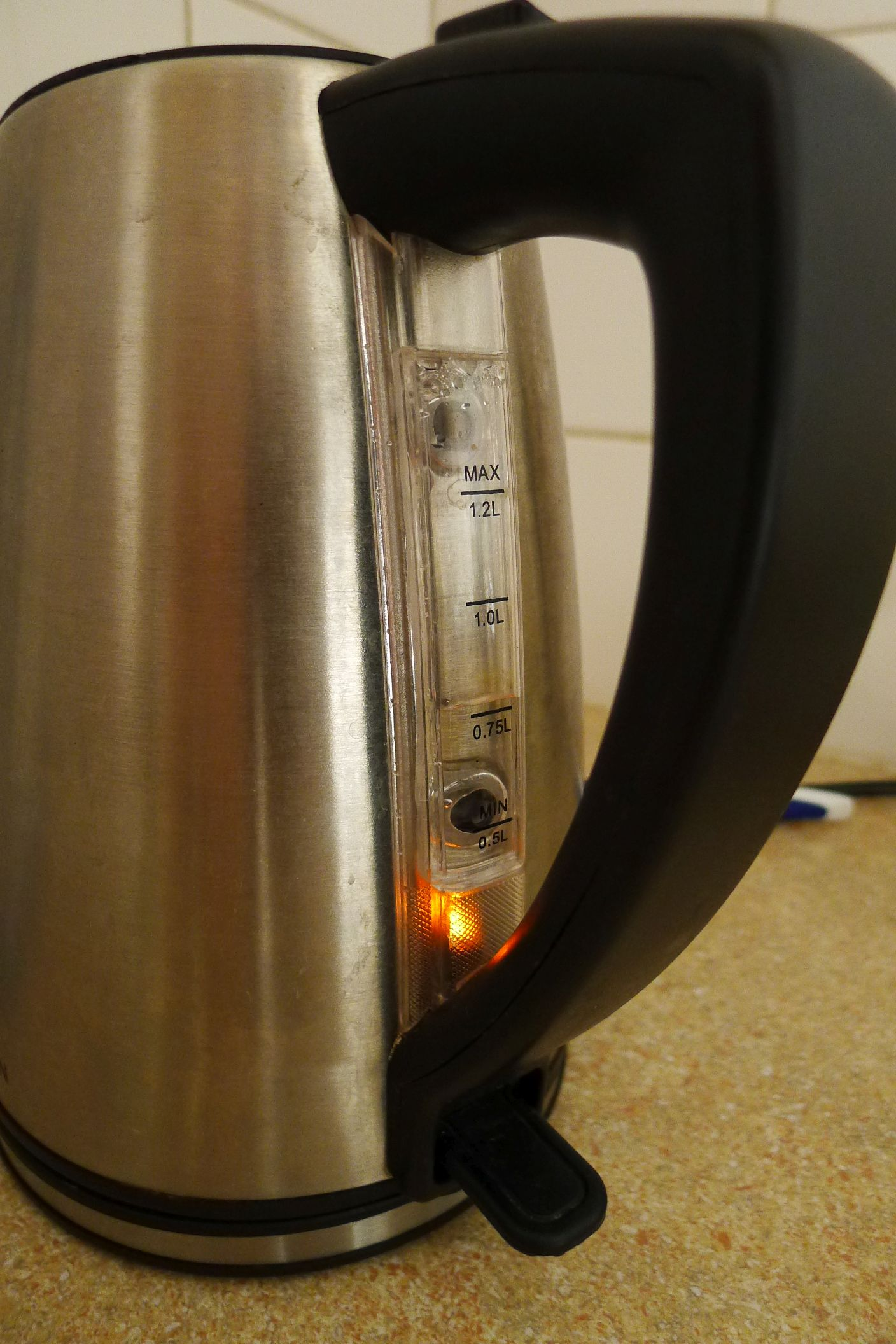
Het peilglas van een waterkoker

Een peilglas is een meetgereedschap voor het bepalen van een vloeistofniveau in een ondoorzichtig vat.
Een peilglas werkt op basis van de Wet van de communicerende vaten, het vloeistofniveau in het glas correspondeert met dat in het te bewaken vat. Sommige peilglazen bevatten een opvallende drijver die op het water drijft, dus omhooggeduwd wordt door de opwaartse kracht van het water volgens de Wet van Archimedes. Deze is bedoeld om het aflezen van het vloeistofniveau te vergemakkelijken.
Peilglazen vindt men vooral op waterkokers en koffiezetapparaten, om het vullen met leidingwater te faciliteren en soms ook op motoren van auto's, motoren en schepen voor het controleren van het oliepeil.